# ノスタルヒアス
『ノスタルヒアス』（Nostargias）は、ファン・カルロス・コビアン作曲のタンゴである。

## 概要
1936年の作品。歌つきで演奏されることが多いタンゴである。日本語の意味は「郷愁」とされているが、歌詞の内容からすれば「未練」という意味である。
ドミンゴ・エンリケ・カディカモ (Domingo Enriquie Cadicamo) の歌詞がついている。別れた女に対する未練が歌われているとされる。
チャルロ (Charlo、本名 Juan Carlos Perez De La Riestra) の歌がヒットして有名となった。また、藤沢嵐子のレコード録音も、ソニーで発売している。布施明の録音もある
YouTubeでも、いくらかアップロードされている

## ガヴァーした歌手
カヴァーした歌手で有名な歌手の一部である。
アルゼンチン
- カルロス・ガルデル
- リベルタ・ラマルケ
- グラシェラ・スサーナ

日本
- 藤沢嵐子
- 布施明